# Portilla (Cuenca)
Portilla es un municipio y localidad española de la provincia de Cuenca, en la comunidad autónoma de Castilla-La Mancha. El término municipal tiene una población de 61 habitantes (INE 2024).

## Geografía
En el siglo XIX se menciona que en el término «hay muchos sitios poblados de pinos, robles, estepa y enebros». Un arroyo, afluente del río Júcar, discurre cerca de la localidad. Portilla forma parte de la Ruta de los Dinosaurios de Cuenca. Posee una piscina natural, llamada Las Covachuelas.

## Historia
En el municipio pueden encontrarse fósiles de animales del Cretácico. 
A mediados del siglo XIX, el lugar contaba con una población censada de 183 habitantes. La localidad aparece descrita en el decimotercer volumen del Diccionario geográfico-estadístico-histórico de España y sus posesiones de Ultramar de Pascual Madoz de la siguiente manera:

PORTILLA (la): v. con ayunt. en la prov., dióc. y part. jud. de Cuenca (4 leg.), aud. terr. de Albacete y c. g. de Castilla la Nueva (Madrid), sit. en un valle y á corta dist. del arroyo de su nombre; su clima es frio, bien ventilado y sano. Consta de 60 casas de pobre construccion; escuela de primeras letras concurrida por 13 alumnos, y una igl. parr. servida por un cura de primer ascenso y un teniente para el anejo La Majada. El térm. confina por N. Arcos de la Sierra; E. Las Majadas; S. Villalva de la Sierra, y O. Rivatajadilla: el terreno en general es montuoso y la parte que tiene de regadío es bastante productiva; hay muchos sitios poblados de pinos, robles, estepa y enebros; el citado arroyo nace en las inmediaciones de esta v. y se junta luego con el Júcar: los caminos son locales y en mal estado. la correspondencia se recibe desde la cap. prod.: trigo, centeno, avena, nabos, judías y cáñamo; se cria ganado lanar y cabrío pero en corto número, y caza de liebres, perdices, conejos y alguna de mayor. ind.: la agrícola y pecuaria. pobl.: 46 vec., 183 alm. cap. prod.: 443,560 rs. imp.: 27,178.
(Madoz, 1849, p. 164)

## Demografía
Portilla cuenta con una población de 61 habitantes (INE 2024).
| Gráfica de evolución demográfica de Portilla entre 1842 y 2021                                                      |
| |
| Población de derecho según los censos de población del INE Población de hecho según los censos de población del INE |

| 1991 |  | 1996 |  | 2001 |  | 2004 |  | 2008 |  | 2013 |  | 2017 |
| ---- |  | ---- |  | ---- |  | ---- |  | ---- |  | ---- |  | ---- |
| 109  |  | 100  |  | 92   |  | 100  |  | 84   |  | 72   |  | 69   |

## Patrimonio
Su monumento principal es la iglesia parroquial San Miguel Arcángel. 